# Кур-э-Бюи
Кур-э-Бюи (фр. Cour-et-Buis) — коммуна во Франции, находится в регионе Рона — Альпы. Департамент коммуны — Изер. Входит в состав кантона Борепер. Округ коммуны — Вьенн.
Код INSEE коммуны — 38134. Население коммуны на 1999 год составляло 726 человек. Населённый пункт находится на высоте от 328  до 462  метров над уровнем моря. Муниципалитет расположен на расстоянии около 430 км юго-восточнее Парижа, 38 км южнее Лиона, 65 км северо-западнее Гренобля. Мэр коммуны — Пьер Журдан, мандат действует на протяжении 2001—2008 гг.
Динамика населения (INSEE):